# Sospita dhyana
Sospita dhyana är en fjärilsart som beskrevs av Hans Fruhstorfer 1914. Sospita dhyana ingår i släktet Sospita och familjen juvelvingar. Inga underarter finns listade i Catalogue of Life.